# Dwór w Gładczynie
Dwór w Gładczynie – neoklasycystyczny dwór z przełomu XIX i XX w. położony we wsi Gładczyn.

## Historia
W 1845 Gładczyn kupił na licytacji Piotr Łukasz Modzelewski, emerytowany rewizor gubernialny. W 1897 na zlecenie Wiktora Aleksandra Modzelewskiego rozpoczęto budowę dworu według projektu architekta Bronisława Massalskiego i na podstawie wskazówek Julii z Rakowskich Modzelewskiej. Dwór powstał na miejscu poprzedniego drewnianego. Budowę zakończono w 1900. Dwór otoczono parkiem krajobrazowym projektu Stefana Celichowskiego.
W czasie I wojny światowej w dworze stacjonowała armia niemiecka.
W okresie międzywojennym majątek liczył 670 ha.
W rękach rodziny Modzelewskich Gładczyn pozostawał do 1939. Ostatnią właścicielką była Wanda Modzelewska, która samodzielnie zarządzała majątkiem w latach 1934–1939, po śmierci męża Mariana. W czasie kampanii wrześniowej budynek służył jako szpital oraz kwatera wojska niemieckiego. Modzelewska do lata 1940 zajmowała część pomieszczeń, potem została zmuszona do opuszczenia dworu.
Po 1945 majątek znacjonalizowano. Działalność rozpoczęło Państwowe Gospodarstwo Rolne Gładczyn. W bezpośrednim sąsiedztwie dworu wybudowano bloki mieszkalne dla pracowników PGR. Zabudowania gospodarcze znacznie powiększono o magazyny i chlewnie stojące wzdłuż zabytkowego parku, dewastując całkowicie krajobraz kulturowy założenia. Dwór przeszedł remont w latach 80. XX wieku.
Dwór jest zaniedbany i zdewastowany. Część magazynów byłego PGR jest wykorzystywana do celów rolniczych, w części natomiast wygospodarowano boisko do paintballa i tor do jazdy samochodem. Zachowała się część parku krajobrazowego, aleje i stawy.
Całość jest wpisana do rejestru zabytków (A-348 z 24 listopada 1978).
W 2021 dwór wystawiono na sprzedaż.

## Opis
Dwór został wymurowany z cegły i otynkowany, malowany na biało. Jest budynkiem parterowym wzniesionym na planie prostokąta. Mieszkalne poddasze nakryto dwuspadowym dachem. Korpus główny z kolumnowym trzyosiowym gankiem jest zwrócony w stronę północną, w stronę parku i stawów. Elewacja frontowa jest dziewięcioosiowa. Ganek na piętrze przechodzi w wystawkę zwieńczoną trójkątnym szczytem. Ganek stanowi podstawę dla otwartego tarasu na piętrze z tralkową balustradą. Do południowo-wschodniego narożnika przylega skrzydło gospodarcze, za którym położony był folwark. Na elewacji bocznej umieszczono pięcioboczną sień prowadzącą do kancelarii folwarcznej. Dwór jest podpiwniczony. Zdobienia ograniczają się do profilowanych opasek okiennych i gzymsów.
Dwór jest eklektyczny, nawiązuje do akademickiego klasycyzmu, a w elewacji ogrodowej i zachodniej do romantyzmu.